# Release the Panic
Albums de Red
Until We Have Faces
(2011)
Singles
1. Perfect Life
Sortie : 14 janvier 2013
2. Release The Panic
Sortie : 4 février 2013

Release The Panic est le quatrième album du groupe de Rock alternatif Red. Publié sous le label de Sony, c'est le premier album de Red produit par Howard Benson (qui a collaboré avec des artistes tels que Three Days Grace, Halestorm, Skillet ou encore Kelly Clarkson). L'album s'est hissé à la 7e place du Billboard 200 et a été bien accueilli par la critiques qui relèvent la diversité de l'album ou encore la capacité de RED a toujours innover depuis le début de leur carrière.
Les paroles de l'album sont généralement grunge (Release The Panic, If We Only, Damage) mais aussi politiques (Perfect Life), ou religieuses (The Moment We Come Alive)

## Liste des pistes
| Album release | Album release            | Album release | Album release | Album release | Album release | Album release | Album release | Album release | Album release |
| No            | Titre                    | Durée         |               |               |               |               |               |               |               |
| ------------- | ------------------------ | ------------- | ------------- | ------------- | ------------- | ------------- | ------------- | ------------- | ------------- |
| 1.            | Release the Panic        | 3:02          |               |               |               |               |               |               |               |
| 2.            | Perfect Life             | 2:52          |               |               |               |               |               |               |               |
| 3.            | Die for You              | 2:47          |               |               |               |               |               |               |               |
| 4.            | Damage                   | 3:42          |               |               |               |               |               |               |               |
| 5.            | Same Disease             | 3:02          |               |               |               |               |               |               |               |
| 6.            | Hold Me Now              | 4:01          |               |               |               |               |               |               |               |
| 7.            | If We Only               | 3:47          |               |               |               |               |               |               |               |
| 8.            | So Far Away              | 3:56          |               |               |               |               |               |               |               |
| 9.            | Glass House              | 3:33          |               |               |               |               |               |               |               |
| 10.           | The Moment We Come Alive | 3:23          |               |               |               |               |               |               |               |
| 34:00         |                          |               |               |               |               |               |               |               |               |

## Crédits
- Michael Barnes - Chant
- Anthony Armstrong - Guitare solo, chœurs
- Randy Armstrong - Basse, chœurs
- Joe Rickard - Batterie